# Loggia dei Lanzi

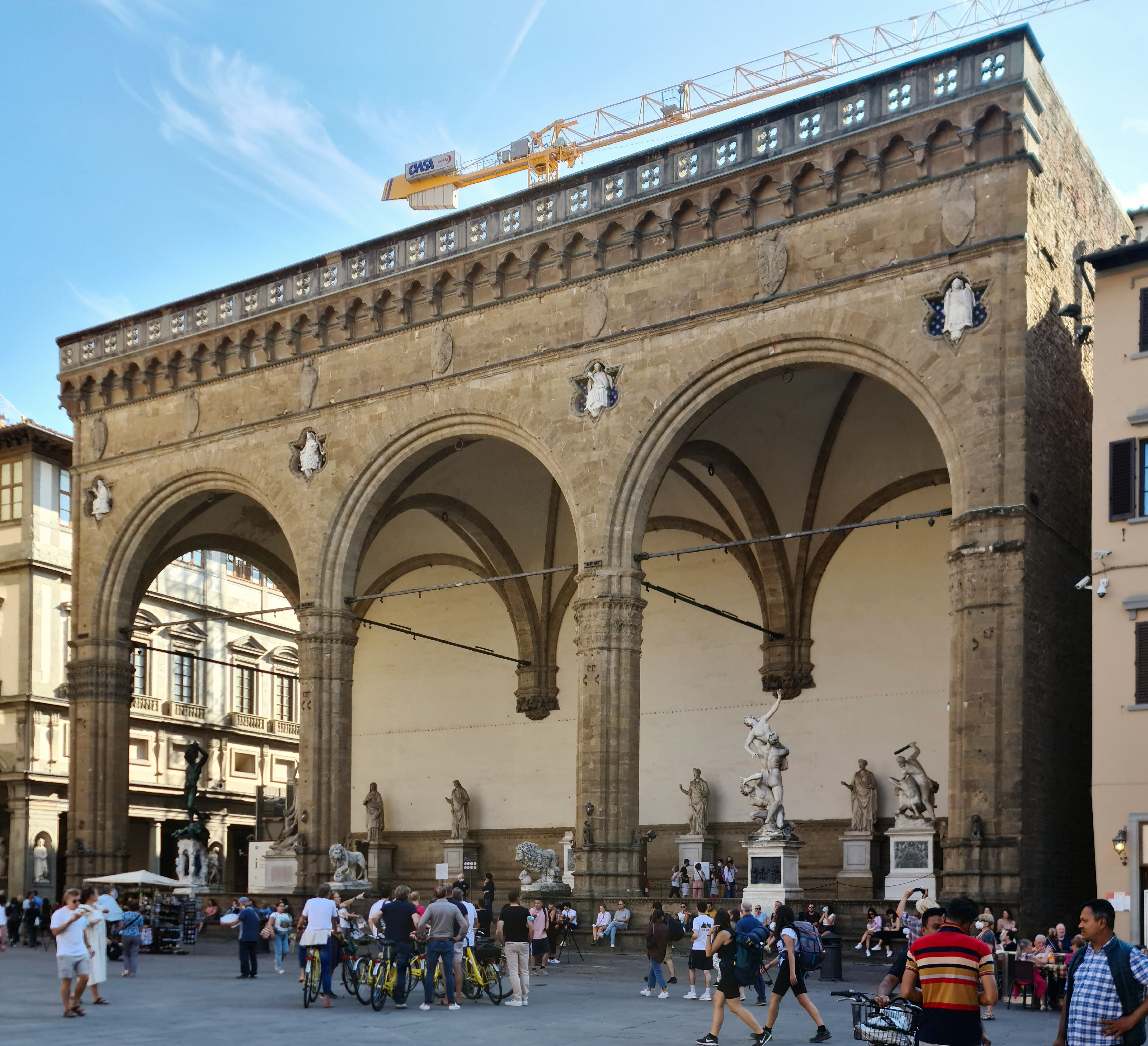
Loggia dei Lanzi

Loggia dei Lanzi [lodža dei lanci] nebo Loggia dei Signori [lodža dei siňori] je proslulá otevřená hala, umístěná na Piazza della Signoria (Radničním náměstí) ve Florencii.

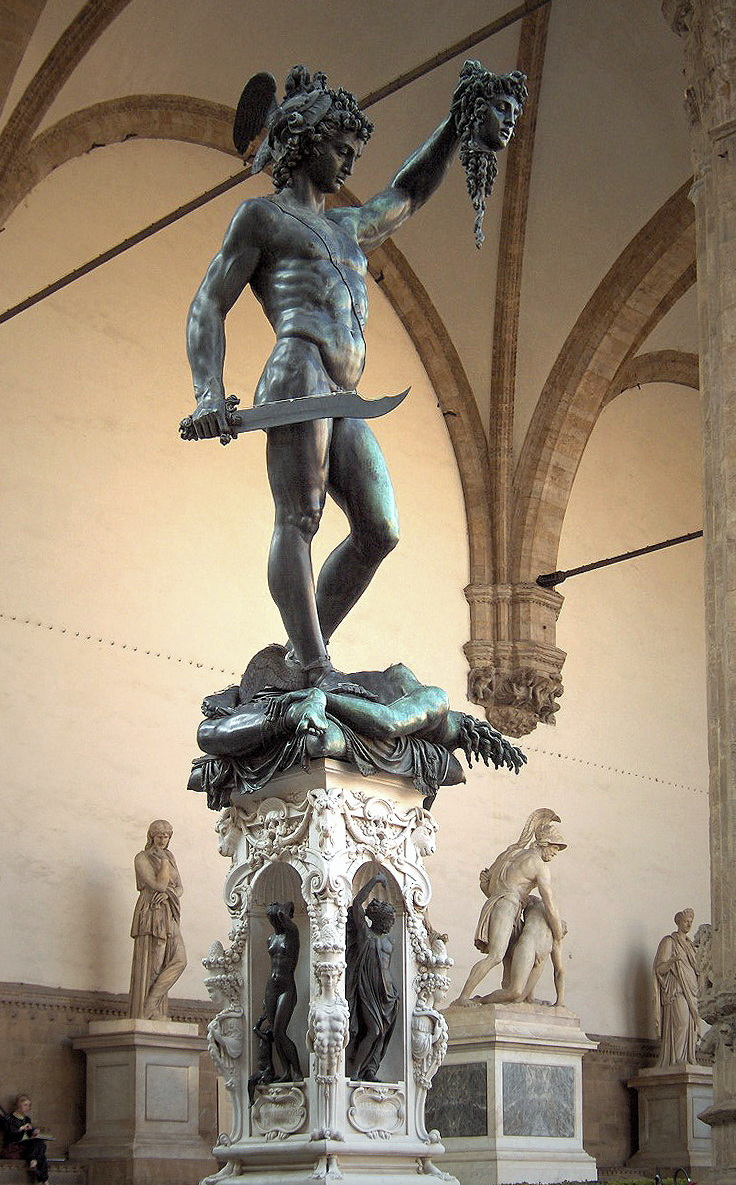
Benvenuto Cellini: Perseus s hlavou Medúzy

## Stavba a její výzdoba
Lodžii si dala postavit v letech 1376–1382 florentská signoria (městská rada) pro audience a slavnostní příležitosti. Odsud promlouvali k lidu řečníci. Původně se nazývala Loggia dei Signori (Lodžie pánů - rozuměno městských radních). V 16. století za vlády rodu Medici byla stavba nazvána podle lancknechtů, kteří tu stávali jako velkovévodská stráž.

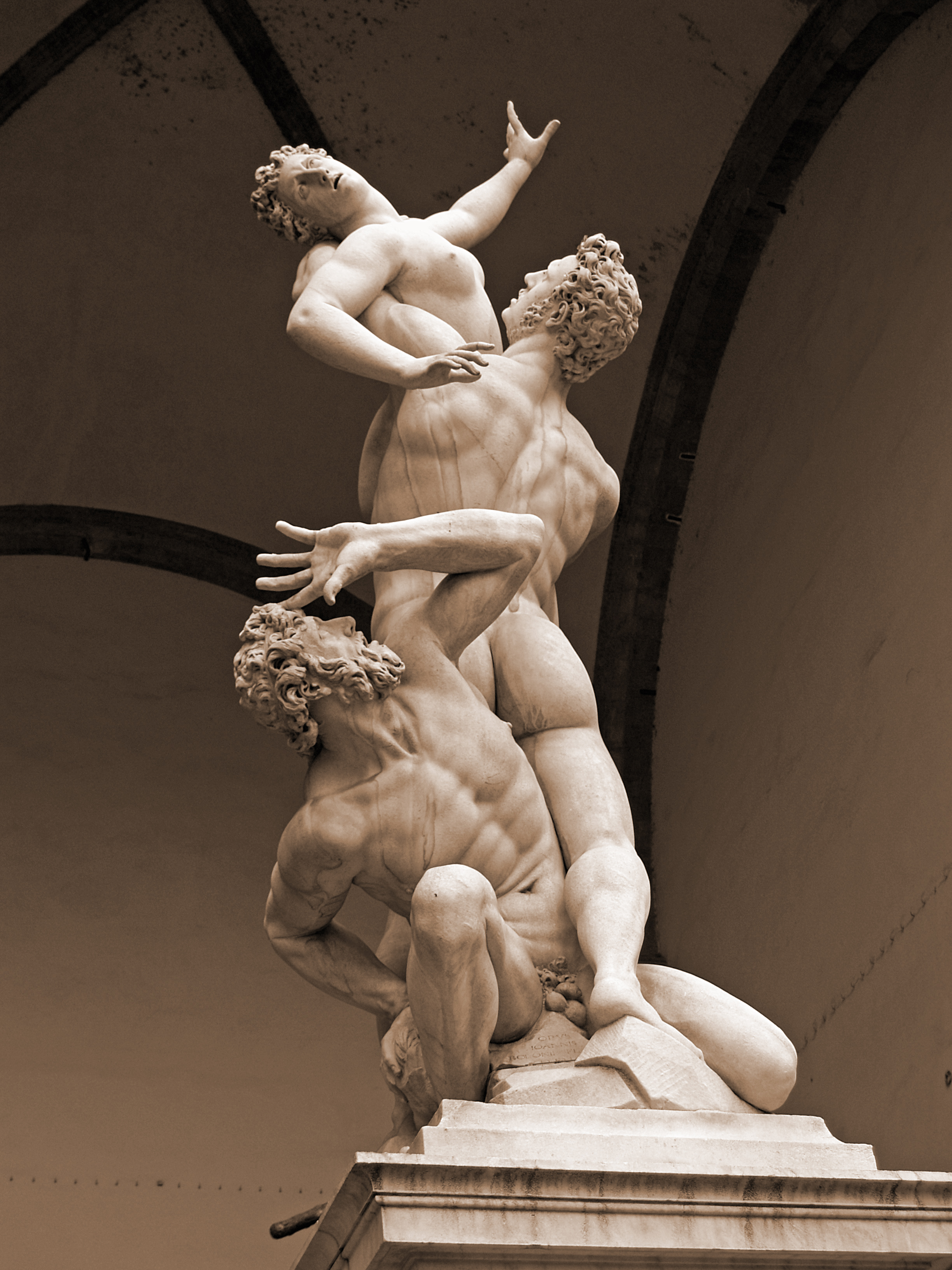
Giambologna: Únos Sabinky

Lodžie má podobu otevřené gotické haly s arkádami a křížovými klenbami. Gotické přípory mají bohatou figurální dekoraci od sochaře Peduccia (kolem 1390, sloupy s korintskými hlavicemi se hlásí k tradici římské antiky. Gotické sochy křesťanských ctností ve výklencích fasády vytvořil Giovanni d'Ambrogio v témže desetiletí. Z hlediska architektonického stylu je lodžie pro Itálii typickým spojením gotiky s antickou tradicí. 
Roku 1583 propojil Bernardo Buontalenti lodžii s palácem Uffizi. Na střeše lodžie zřídil visutou zahradu. Dnes je na ní kavárna, přístupná pouze pro návštěvníky galerie Uffizi. 
Později se Loggia dei Lanzi stala vzorem pro výstavbu známé Feldherrnhalle v Mnichově.

## Galerie soch
Loggia dei Lanzi se již během vlády Medicejů postupně stala výstavní galerií, podobně jako další veřejné prostory náměstí.
K téměř dvěma desítkám soch z období od antiky po 19. století patří několik proslulých originálů:
- Antické římské sousoší Patroklés a Menelaos
- Antické římské sochy žen: Agrippina (2. století př. n. l.), Thusnedla, sabinky Matidia a Marciana
- Perseus s hlavou Medúzy od Benvenuta Celliniho sochaře a zlatníka, jednoho z čelných mistrů manýrismu. Originál z období kolem roku 1550 objednal do lodžie toskánský velkovévoda Cosimo I. de Medici. Perseus zvítězil nad ženským netvorem, měl symbolizovat vítězství Medicejských nad florentskou republikou a být protikladem Michelangelova Davida, který naopak zosobnil vítězství slabého lidu nad mocnými Medicejskými, i Donatellovy Judity s hlavou Holofernovou, představující obdobný námět. (Kopie obou soch stojí nedaleko lodžie před florentskou radnicí.)
- Únos Sabinky (1583)
- Herkules krotící kentaura Nessa (1599).

Obě plastiky pocházejí z dílny italského sochaře frankovlámského původu Jeana Bologna - Giambologny. Jeho manýristické dílo, ovlivněné Michelangelovou tvorbou, je již přezvěstí baroka, jak dokládá jejich dynamická kompozice s dramatickými gesty.
- Medicejští lvi, dvě mramorové sochy po stranách vstupního schodiště vytesal Flaminio Vaca.
- Znásilnění Polyxeny, Pio Fedi (1866), poslední osazená socha, novoklasicismus